# Kami, Hyōgo
Kami (japanska: 香美町?, Kami-chō) är en landskommun (köping) i Hyōgo prefektur i Japan.  